# Jim Gilstrap
James „Jim“ Gilstrap (geb. 10. November 1946) ist ein US-amerikanischer Sänger aus Texas, der vor allem als Backgroundsänger (zum Beispiel für Stevie Wonder und Michael Jackson) gesungen hat.
Ein sehr bekanntes Lied von Gilstrap ist Swing Your Daddy, das 1974 veröffentlicht wurde und es bis in die Top Ten der Charts geschafft hat. Geschrieben wurde Swing Your Daddy von dem britischen Songschreiber Kenny Nolan.
Gilstrap war auch einer der Backgroundsänger in dem Film Grease (1978) mit John Travolta und Olivia Newton-John.

## Diskografie

### Alben
| Jahr | Titel            | Höchstplatzierung, Gesamtwochen, AuszeichnungChartplatzierungen (Jahr, Titel, Platzierungen, Wochen, Auszeichnungen, Anmerkungen) | Höchstplatzierung, Gesamtwochen, AuszeichnungChartplatzierungen (Jahr, Titel, Platzierungen, Wochen, Auszeichnungen, Anmerkungen) | Höchstplatzierung, Gesamtwochen, AuszeichnungChartplatzierungen (Jahr, Titel, Platzierungen, Wochen, Auszeichnungen, Anmerkungen) | Höchstplatzierung, Gesamtwochen, AuszeichnungChartplatzierungen (Jahr, Titel, Platzierungen, Wochen, Auszeichnungen, Anmerkungen) | Anmerkungen |
| Jahr | Titel            | DE | UK | US | R&B | Anmerkungen |
| ---- | ---------------- | --- | --- | --- | --- | ----------- |
| 1975 | Swing Your Daddy | — | — | US179 (7 Wo.)US | — |             |
| 1976 | Love Talk        | — | — | — | R&B36 (12 Wo.)R&B |             |

### Singles
| Jahr | Titel Album                         | Höchstplatzierung, Gesamtwochen, AuszeichnungChartplatzierungen (Jahr, Titel, Album, Platzierungen, Wochen, Auszeichnungen, Anmerkungen) | Höchstplatzierung, Gesamtwochen, AuszeichnungChartplatzierungen (Jahr, Titel, Album, Platzierungen, Wochen, Auszeichnungen, Anmerkungen) | Höchstplatzierung, Gesamtwochen, AuszeichnungChartplatzierungen (Jahr, Titel, Album, Platzierungen, Wochen, Auszeichnungen, Anmerkungen) | Höchstplatzierung, Gesamtwochen, AuszeichnungChartplatzierungen (Jahr, Titel, Album, Platzierungen, Wochen, Auszeichnungen, Anmerkungen) | Anmerkungen |
| Jahr | Titel Album                         | DE | UK | US | R&B | Anmerkungen |
| ---- | ----------------------------------- | --- | --- | --- | --- | ----------- |
| 1975 | Swing Your Daddy                    | DE37 (5 Wo.)DE | UK4 (11 Wo.)UK | US55 (9 Wo.)US | R&B10 (13 Wo.)R&B |             |
| 1975 | House Of Strangers Swing Your Daddy | — | — | US93 (3 Wo.)US | R&B64 (4 Wo.)R&B |             |
| 1975 | I’m On Fire                         | — | — | US78 (8 Wo.)US | R&B20 (10 Wo.)R&B |             |
| 1976 | Move Me Love Talk                   | — | — | — | R&B77 (6 Wo.)R&B |             |
| 1976 | Love Talk                           | — | — | — | R&B70 (4 Wo.)R&B |             |